# ニャミニャミ

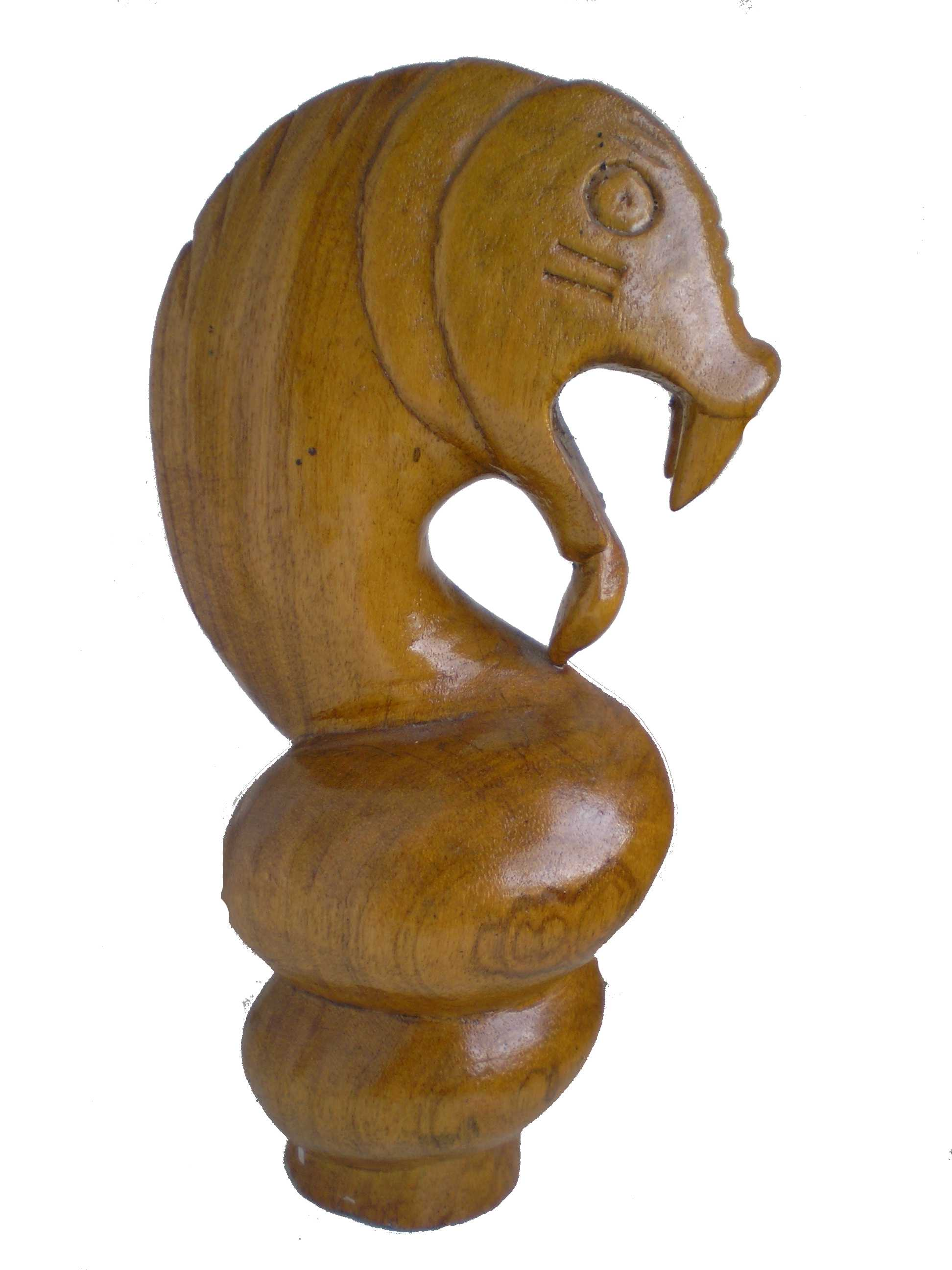
ニャミニャミ

ニャミニャミ(Nyaminyami)はザンビア、モザンビークの蛇神または竜神である。頭部は魚、首から下は蛇の鱗で覆われている。ニャミニャミの怒りを恐れる住民は、1950年代にザンベジ川中流のカリバダム建設に反対した。
21世紀となった今でもカリバ湖とザンベジ川には、ニャミニャミを含めた怪魚伝説が伝えられる。